# Acanthurus
Az Acanthurus a sugarasúszójú halak (Actinopterygii) osztályának sügéralakúak (Perciformes) rendjébe, ezen belül a doktorhalfélék (Acanthuridae) családjába tartozó nem.

## Tudnivalók
Az Acanthurus-fajok többsége az Indiai- és a Csendes-óceánokban fordul elő, de közülük 6 faj, csakis az Atlanti-óceánban található meg. A hosszúságuk fajtól függően 11-70 centiméter között mozog.

## Rendszerezés
A nembe az alábbi 40 faj tartozik:
- Acanthurus achilles Shaw, 1803
- Acanthurus albimento Carpenter, Williams & Santos, 2017
- Acanthurus albipectoralis Allen & Ayling, 1987
- Acanthurus auranticavus Randall, 1956
- Acanthurus bahianus Castelnau, 1855
- Acanthurus bariene Lesson, 1831
- Acanthurus blochii Valenciennes, 1835
- Acanthurus chirurgus (Bloch, 1787)
- Acanthurus chronixis Randall, 1960
- kék doktorhal (Acanthurus coeruleus) Bloch & Schneider, 1801
- Acanthurus dussumieri Valenciennes, 1835
- Acanthurus fowleri de Beaufort, 1951
- Acanthurus gahhm (Forsskål, 1775)
- Acanthurus grammoptilus Richardson, 1843
- Acanthurus guttatus Forster, 1801
- Acanthurus japonicus (Schmidt, 1931)
- Acanthurus leucocheilus Herre, 1927
- Acanthurus leucopareius (Jenkins, 1903)
- holdfényű császárhal (Acanthurus leucosternon) Bennett, 1833
- csíkos doktorhal (Acanthurus lineatus) (Linnaeus, 1758)
- Acanthurus maculiceps (Ahl, 1923)
- Acanthurus mata (Cuvier, 1829)
- Acanthurus monroviae Steindachner, 1876
- fekete doktorhal (Acanthurus nigricans) (Linnaeus, 1758)
- Acanthurus nigricauda Duncker & Mohr, 1929
- Acanthurus nigrofuscus (Forsskål, 1775)
- Acanthurus nigroris Valenciennes, 1835
- Acanthurus nubilus (Fowler & Bean, 1929)
- válfoltos doktorhal (Acanthurus olivaceus) Bloch & Schneider, 1801
- Acanthurus polyzona (Bleeker, 1868)
- Acanthurus pyroferus Kittlitz, 1834
- Acanthurus randalli Briggs & Caldwell, 1957
- Acanthurus reversus Randall & Earle, 1999
- arábiai kéksávos doktorhal (Acanthurus sohal) (Forsskål, 1775)
- Acanthurus tennentii Günther, 1861
- Acanthurus thompsoni (Fowler, 1923)
- Acanthurus tractus Poey, 1860
- Manin doktorhal (Acanthurus triostegus) (Linnaeus, 1758)
- Acanthurus tristis Randall, 1993
- Acanthurus xanthopterus Valenciennes, 1835